# Maria Moniz de Ribeira
Maria Moniz de Ribeira  foi uma senhora da nobreza medieval do Reino de Portugal e concubina do rei D. Sancho I de Portugal, com quem teve filhos.

## Relações familiares
Foi filha de D. Monio Osorez de Cabreira e de Maria Nunes de Grijó,  filha de Nuno Soares de Grijó e de Elvira Gomes. Não casou, mas duma relação com o rei D. Sancho I teve:
- Pedro Moniz também denominado Pero Moniz que deu origem à família Machado.[3]